# Pohár Gordona Bennetta (balonové létání)

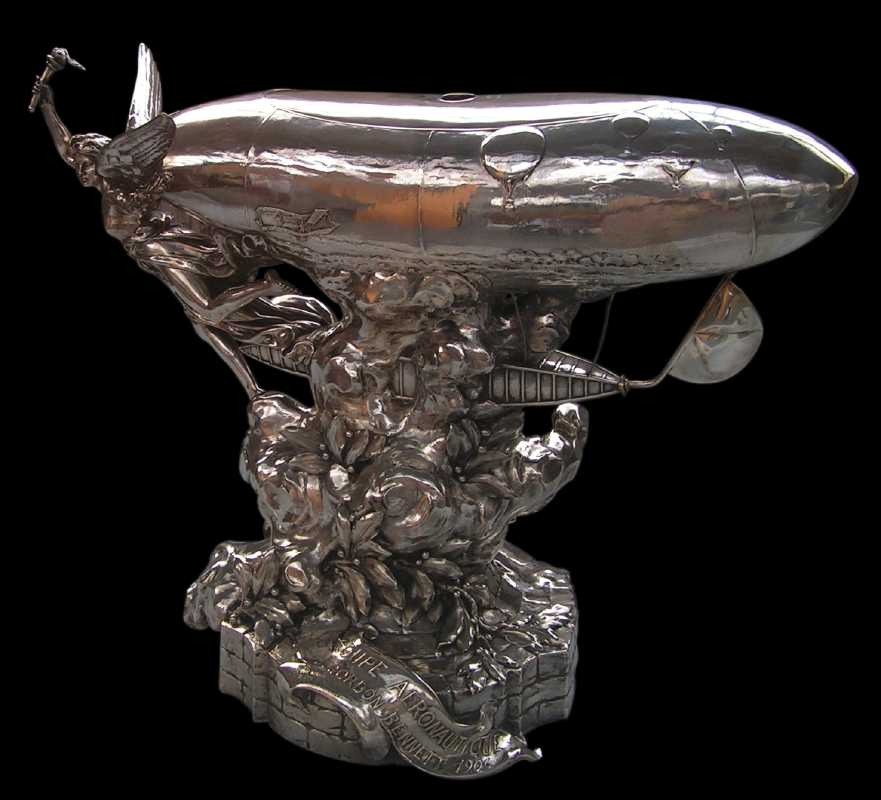
Pohár z ročníku 1906

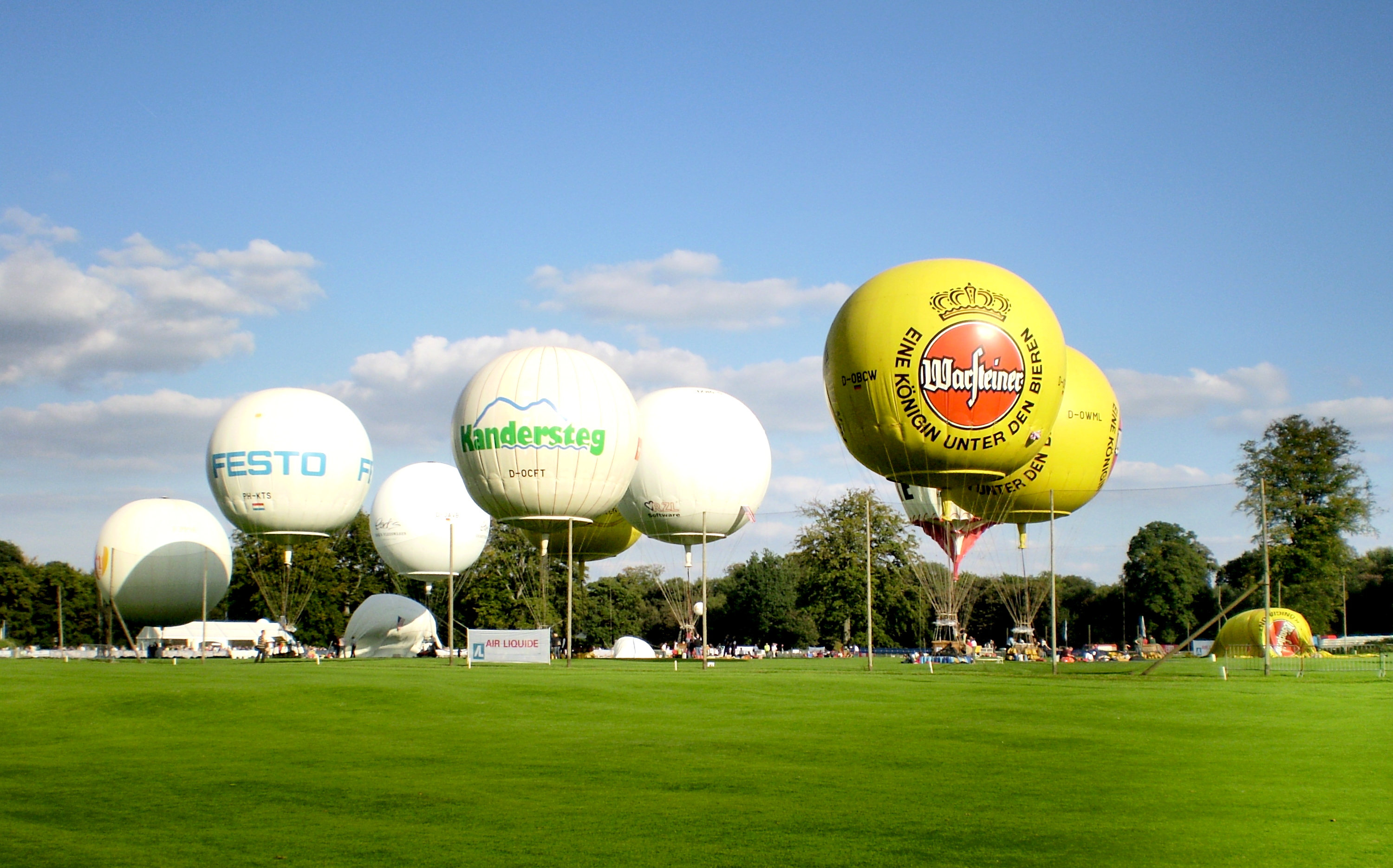
Gordon Bennett Cup 2007, Brusel

Pohár Gordona Bennetta (francouzsky Coupe Aéronautique Gordon Bennett) je nejstarší a nejuznávanější soutěž v balonovém létání na světě. První závod se uskutečnil 30. září 1906 ve francouzské Paříži. Závod, stejně jako dvě obdobné a stejně pojmenované soutěže (Bennettův pohár pro automobily a soutěž v jachtingu), sponzoroval vlastník listu New York Herald, milionář a sportovní nadšenec J. Gordon Bennett mladší.
Druhý ročník a všechny ostatní pořádaly země vítěze ročníku předešlého. První přestávku zapříčinila první světová válka, druhou, mnohem delší, válka druhá. Po ní byl závod obnoven až v roce 1983.
Pravidla stanovila, že pokud některá země v soutěži zvítězila třikrát, měla právo pohár si ponechat. Poprvé se tři vítězství za sebou podařilo získat týmu Belgie v roce 1924. Dvakrát tuto sérii dovršil tým Spojených států (1928 a 1932) a v roce 1935 získalo pohár Polsko. Po obnovení soutěže v roce 1983 dvakrát získali pohár Rakušané (1987 a 1990) a v roce 2003 tým Francie.
Vítězem prvního ročníku byl Američan Frank Purdy Lahm, který s kopilotem Henry Herseym uletěl více než 400 mil až na severovýchodní pobřeží Anglie. V roce 1907 se závod konal poprvé v USA v St. Louis v Missouri. V roce 1908 stanovili švýcarští piloti světový rekord 73 hodin v nepřetržitém letu, ten byl překonán až v roce 1995. V ročníku 1910 letěl vítězný balon 1887 kilometrů z St. Louis na sever do kanadského Québecu. Pilotům A. R. Hawleymu a A. Postovi trvalo čtyři dni, než došli pěšky zpět do civilizace.

## Vítězové
| Datum        | Místo startu                    | Posádka                                             | Země           | Jméno balonu             | Čas     | Vzdálenost [km] |
| ------------ | ------------------------------- | --------------------------------------------------- | -------------- | ------------------------ | ------- | --------------- |
| 30. 9. 1906  | Paříž (Francie)                 | Frank Purdy Lahm, Henry Hersey                      | USA            | USA                      | 22:15   | 641,10          |
| 21. 10. 1907 | St. Louis (USA)                 | Oskar Erbslöh, Henry Helm Clayton                   | Německo        | Pommern                  | 40:00   | 1403,55         |
| 11. 10. 1908 | Berlín (Německo)                | Theodor Schaeck, Emil Messner                       | Švýcarsko      | Helvetia                 | 73:01   | 1190,00         |
| 3. 10. 1909  | Curych (Švýcarsko)              | Edgar W. Mix, Andre Roussel                         | USA            | America II               | 35:07   | 1121,11         |
| 17. 10. 1910 | St. Louis (USA)                 | Alan Ramsay Hawley, Augustus Post                   | USA            | America II               | 44:25   | 1887,60         |
| 5. 10. 1911  | Kansas City (USA)               | Hans Gericke, Otto Duncker                          | Německo        | Berlin II                | 12:28   | 757,84          |
| 27. 10. 1912 | Stuttgart (Německo)             | Maurice Bienaimé, René Rumpelmayer                  | Francie        | La Picardie              | 45:42   | 2191,00         |
| 12. 10. 1913 | Paříž (Francie)                 | Ralph Hazlett Upson, Ralph Albion Drury Preston     | USA            | Goodyear                 | 43:30   | 618,00          |
| 23. 10. 1920 | Birmingham (USA)                | Ernest Demuyter, Mathieu Labrousse                  | Belgie         | Belgica                  | 40:15   | 1769,00         |
| 18. 10. 1921 | Brusel (Belgie)                 | Paul Armbruster, Louis Ansermier                    | Švýcarsko      | Zürich                   | 27:24   | 766,00          |
| 6. 8. 1922   | Ženeva (Švýcarsko)              | Ernest Demuyter, Alexander Veenstra                 | Belgie         | Belgica                  | 25:49   | 1372,10         |
| 23. 9. 1923  | Brusel (Belgie)                 | Ernest Demuyter, Leon Coeckelbergh                  | Belgie         | Belgica                  | 21:00   | 1155,00         |
| 15. 6. 1924  | Brusel (Belgie)                 | Ernest Demuyter, Leon Coeckelbergh                  | Belgie         | Belgica                  | 43:16   | 714,00          |
| 7. 6. 1925   | Brusel (Belgie)                 | Alexander Veenstra, Philippe Quersin                | Belgie         | Prince Leopold           | 47:30   | 1345,00         |
| 30. 5. 1926  | Antverpy (Belgie)               | Ward Tunte van Orman, Walter W. Morton              | USA            | Goodyear III             | 16:37   | 864,00          |
| 10. 9. 1927  | Detroit (USA)                   | Edward J. Hill, Arthur G. Schlosser                 | USA            | Detroit                  | 48:00   | 1198,00         |
| 30. 6. 1928  | Detroit (USA)                   | William Elsworth Kepner, William Olmstead Eareckson | USA            | US Army                  | 48:00   | 740,80          |
| 28. 9. 1929  | St. Louis (USA)                 | Ward Tunte van Orman, Alan L. McCracken             | USA            | Goodyear VIII            | 24:00   | 548,94          |
| 1. 9. 1930   | Cleveland (USA)                 | Ward Tunte van Orman, Alan L. McCracken             | USA            | Goodyear VIII            | 27:56   | 872,00          |
| 25. 9. 1932  | Basilej (Švýcarsko)             | Thomas G. W. Settle, Wilfred Bushnell               | USA            | US Army                  | 41:20   | 1550,00         |
| 2. 9. 1933   | Chicago (USA)                   | Franciszek Hynek, Zbigniew Burzyński                | Polsko         | SP-ADS Kościuszko        | 38:32   | 1361,00         |
| 23. 9. 1934  | Varšava (Polsko)                | Franciszek Hynek, Władysław Pomaski                 | Polsko         | SP-ADS Kościuszko        | 44:48   | 1333,00         |
| 16. 9. 1935  | Varšava (Polsko)                | Zbigniew Burzyński, Władysław Wysocki               | Polsko         | SP-AMY Polonia II        | 57:54   | 1650,47         |
| 30. 8. 1936  | Varšava (Polsko)                | Ernest Demuyter, Pierre Hoffmans                    | Belgie         | OO-BFM Belgica           | 46:24   | 1715,80         |
| 20. 6. 1937  | Brusel (Belgie)                 | Ernest Demuyter, Pierre Hoffmans                    | Belgie         | OO-BFM Belgica           | 46:15   | 1396,00         |
| 11. 9. 1938  | Lutych (Belgie)                 | Antoni Janusz, Franciszek Janik                     | Polsko         | SP-BCU LOPP              | 37:47   | 1692,00         |
| 3. 9. 1939   | Lwów (Polsko)                   | Zrušeno                                             | Zrušeno        | Zrušeno                  | Zrušeno | Zrušeno         |
| 1. 7. 1983   | Paříž (Francie)                 | Stefan Makné, Ireneusz Cieślak                      | Polsko         | SP-BZO Polonez           | 36:00   | 690,00          |
| 13. 10. 1984 | Curych (Švýcarsko)              | Karl Spenger, Martin Messner                        | Švýcarsko      | HB-BFC Jura              | 43:08   | 793,00          |
| 28. 9. 1985  | Ženeva (Švýcarsko)              | Josef Starkbaum, Gert Scholz                        | Rakousko       | HB-BBL Volksbank         | 21:09   | 342,00          |
| 18. 10. 1986 | Salcburk (Rakousko)             | Josef Starkbaum, Gert Scholz                        | Rakousko       | HB-BBL Volksbank         | 19:11   | 272,43          |
| 3. 10. 1987  | Seefeld (Rakousko)              | Josef Starkbaum, Gert Scholz                        | Rakousko       | HB-BBL Volksbank         | 32:16   | 852,00          |
| 23. 10. 1988 | Bregenz (Rakousko)              | Josef Starkbaum, Gert Scholz                        | Rakousko       | OE-PZS Polarstern        | 41:09   | 1110,90         |
| 16. 9. 1989  | Lech (Rakousko)                 | Josef Starkbaum, Gert Scholz                        | Rakousko       | OE-PZS Polarstern        | 37:33   | 911,20          |
| 2. 9. 1990   | Lech (Rakousko)                 | Josef Starkbaum, Gert Scholz                        | Rakousko       | OE-PZS Polarstern        | 33:20   | 692,50          |
| 21. 9. 1991  | Lech (Rakousko)                 | Volker Kuinke, Jürgen Schubert                      | Německo        | D-EUREGIO                | 44:18   | 1039,40         |
| 19. 9. 1992  | Stuttgart (Německo)             | David Levin, James Herschend                        | USA            | D-ASPEN                  | 45:36   | 964,19          |
| 4. 10. 1993  | Albuquerque (USA)               | Josef Starkbaum, Rainer Röhsler                     | Rakousko       | OE-PZS Polarstern        | 59:29   | 1832,00         |
| 18. 9. 1994  | Lech (Rakousko)                 | Karl Spenger, Christian Stoll                       | Švýcarsko      | HB-BZH Stadt Wil         | 31:01   | 825,14          |
| 9. 9. 1995   | Wil (Švýcarsko)                 | Wilhelm Eimers, Bernd Landsmann                     | Německo        | D-OCOL Columbus II       | 92:11   | 1628,10         |
| 28. 9. 1996  | Warstein (Německo)              | Wilhelm Eimers, Bernd Landsmann                     | Německo        | D-OCOL Columbus II       | 72:01   | 1286,90         |
| 7. 9. 1997   | Warstein (Německo)              | Vincent Leys, Jean François Leys                    | Francie        | F-PPSE Le Petit Prince   | 45:30   | 1732,50         |
| 12. 9. 1998  | Paříž (Francie)                 | Zrušeno                                             | Zrušeno        | Zrušeno                  | Zrušeno | Zrušeno         |
| 1. 10. 1999  | Albuquerque (USA)               | Phillipe de Cock, Ronny Van Havare                  | Belgie         | D-OCOX Belgica II        | 40:15   | 1666,54         |
| 9. 9. 2000   | Saint-Hubert, (Belgie)          | Wilhelm Eimers, Bernd Landsmann                     | Německo        | D-OOWE Columbus IV       | 70:49   | 795,70          |
| 8. 9. 2001   | Warstein (Německo)              | Vincent Leys, Jean François Leys                    | Francie        | F-PPSE Le Petit Prince   | 77:47   | 1626,60         |
| 31. 8. 2002  | Châtellerault (Francie)         | Vincent Leys, Jean François Leys                    | Francie        | F-PPSE Le Petit Prince   | 69:59   | 1282,30         |
| 14. 9. 2003  | Arc-et-Senans (Francie)         | Vincent Leys, Jean François Leys                    | Francie        | F-PPSE Le Petit Prince   | 53:42   | 1596,50         |
| 29. 8. 2004  | Thionville (Francie)            | Richard Abruzzo, Carol Rymer Davis                  | USA            | N96YD Zero Gravity       | 52:52   | 1803,36         |
| 1. 10. 2005  | Albuquerque (USA)               | Bob Berben, Benoît Siméons                          | Belgie         | N6326T                   | 65:20   | 3400,39         |
| 9. 9. 2006   | Waasmunster (Belgie)            | Philippe De Cock, Ronny Van Havere                  | Belgie         | D-OCOX Belgica 2         | 66:53   | 2449,60         |
| 15. 9. 2007  | Brusel (Belgie)                 | Zrušeno                                             | Zrušeno        | Zrušeno                  | Zrušeno | Zrušeno         |
| 7. 10. 2008  | Albuquerque (USA)               | David Hempleman-Adams, Jonathan Mason               | Velká Británie | N5054 Lady Luck          | 74:12   | 1768,67         |
| 5. 9. 2009   | Ženeva (Švýcarsko)              | Sébastien Rolland, Vincent Leys                     | Francie        | F-PPSE Golden Eyes       | 85:18   | 1588,294        |
| 25. 9. 2010  | Bristol (Velká Británie)        | Kurt Frieden, Pascal Witprächtiger                  | Švýcarsko      | HB-QKF MM-Technics       | 58:37   | 2434,31         |
| 10. 9. 2011  | Gap-Tallard (Francie)           | Sébastien Rolland, Vincent Leys                     | Francie        | F-PPSE                   | 26:42   | 779,83          |
| 31. 8. 2012  | Toggenburg (Švýcarsko)          | Sébastien Rolland, Vincent Leys                     | Francie        | F-PPGB                   | 69:02   | 1620,06         |
| 24. 8. 2013  | Grand Nancy-Tomblaine (Francie) | Vincent Leys, Christophe Houver                     | Francie        | F-PPGB                   | 73:33   | 1402,43         |
| 29. 8. 2014  | Vichy (Francie)                 | Eimers Wilhelm, Zenge Matthias                      | Německo        | D-OTLI                   | 61:35   | 1410,64         |
| 28. 8. 2015  | Pau (Francie)                   | Kurt Frieden, Pascal Witprächtiger                  | Švýcarsko      | HB-QKF                   | 68:21   | 2080,80         |
| 18. 9. 2016  | Gladbeck (Německo)              | Kurt Frieden, Pascal Witprächtiger                  | Švýcarsko      | HB-QKF MM Technics       | 58:12   | 1803,40         |
| 8. 9. 2017   | Fribourg (Švýcarsko)            | Vincent Leys, Christophe Houver                     | Francie        | F-PPGB                   | 36:20   | 1836,06         |
| 28. 9. 2018  | Bern (Švýcarsko)                | Mateusz Rękas, Jacek Bogdański                      | Polsko         | D-OWBA                   | 58:28   | 1145,29         |
| 13. 9. 2019  | Montbéliard (Francie)           | Laurent Sciboz, Nicolas Tieche                      | Švýcarsko      | HB-QRV                   | 82:03   | 1774,76         |
| 21. 8. 2021  | Toruň (Polsko)                  | Kurt Frieden, Pascal Witprächtiger                  | Švýcarsko      | HB-QKF MM Technics       | 85:10   | 1559,68         |
| 2. 9. 2022   | St. Gallen (Švýcarsko)          | Wilhelm Eimers, Benjamin Eimers                     | Německo        | D-OTLI Leonid            | 60:45   | 1572,36         |
| 5.10. 2023   | Albuquerque (USA)               | Eric Decellieres, Benoit Havret                     | Francie        | F-PPSE (LE PETIT PRINCE) | 85:43   | 2661,40         |
| 14. 9. 2024  | Münster (GER)                   | Christian Wagner, Stefanie Liller                   | Rakousko       | O-EZZM                   | 67:01   | 2111,17         |